# Vincent d’Indy

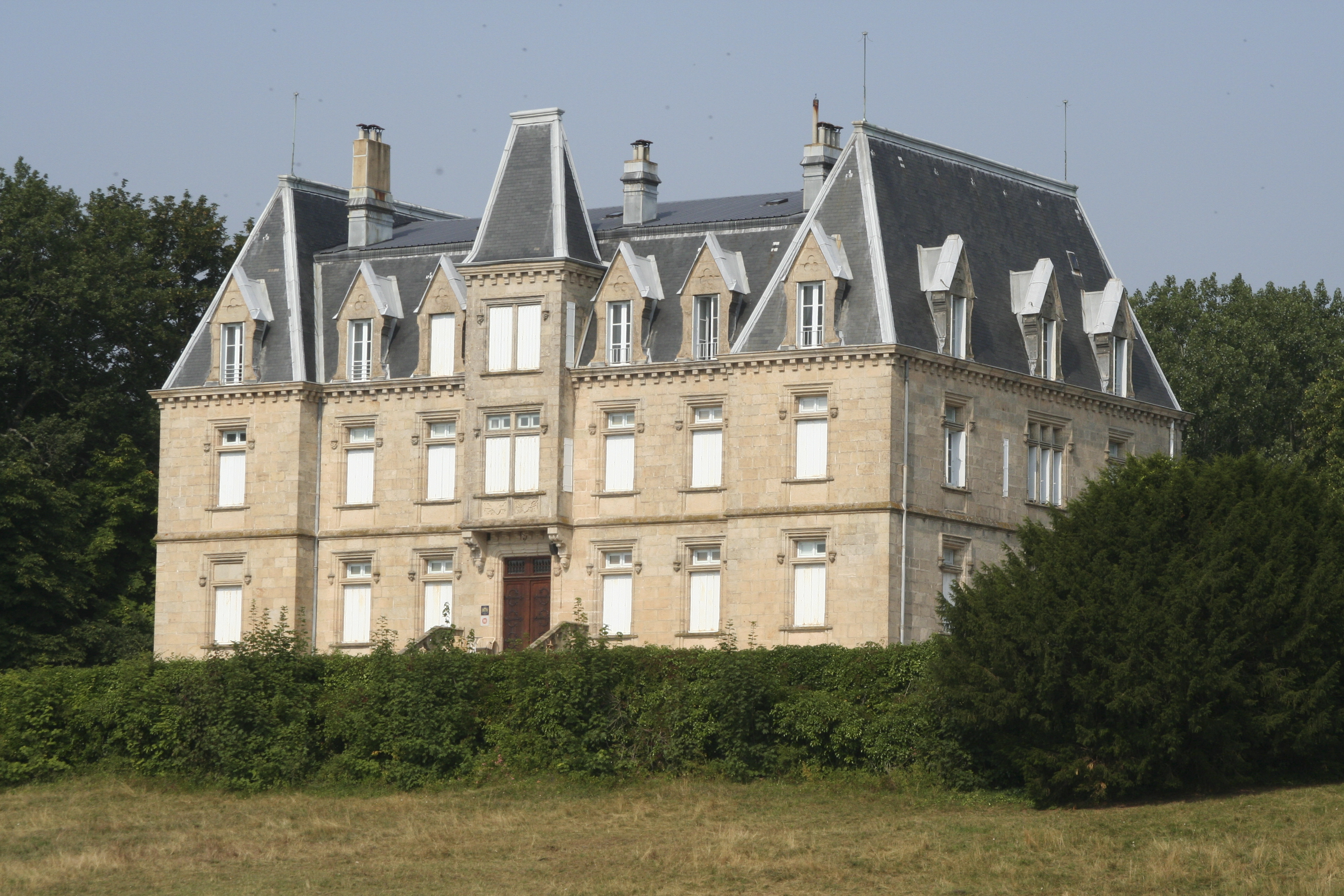
Château des Faugs – rezydencja Vincenta d’Indy’ego

Paul Marie Théodore Vincent d’Indy (ur. 27 marca 1851 w Paryżu, zm. 2 grudnia 1931 tamże) – francuski kompozytor i teoretyk muzyki.

## Życiorys
Pochodził z dawnej rodziny arystokratycznej z regionu Vivarais w departamencie Ardèche. Po wczesnej śmierci matki wychowywał się u babki, surowej hrabiny Rézia d’Indy. Jego wuj, kompozytor amator Wilfrid d’Indy (1821–1891) zainteresował go muzyką. Vincent uczył się gry na fortepianie u Louisa Diémera i Antoine’a François Marmontela, a od roku 1865 harmonii u Alberta Lavignaca. Uczestniczył w wojnie francusko-pruskiej 1870–1871 walcząc w obronie Paryża. Po zakończeniu wojny opublikował pierwsze kompozycje.
W roku 1872 został uczniem Césara Francka. Po pobycie na Festiwalu w Bayreuth został zwolennikiem muzyki Wagnera.
1875 poślubił swoją kuzynkę Isabelle de Pampelonne i objął posadę organisty w Saint-Leu-la-Forêt 20 km na północ od Paryża.
W roku 1886 skomponował Symphonie sur un chant montagnard français (Symfonię na temat francuskiej pieśni góralskiej) i operę Le chant de la cloche (Śpiew dzwonu) która przyniosła mu nagrodę miasta Paryża.
Po śmierci Césara Francka zastąpił go na stanowisku prezesa Narodowego Towarzystwa Muzycznego.
Po odmowie wprowadzenia proponowanej reformy Konserwatorium Paryskiego założył w 1894 roku wraz z Charlesem Bordes i Alexandrem Guilmantem Schola Cantorum, a w roku 1900 został jej dyrektorem. Napisał czterotomowy Cours de composition musicale, w którym wzorem Francka zalecał oparcie nauki o dzieła Jana Sebastiana Bacha i Ludwiga van Beethovena oraz dawnych mistrzów, jak Giovanniego Palestriny, Claudio Monteverdiego, Jean-Philippe Rameau i chorale gregoriańskim.
Po prawykonaniach oper Fervaal (1897) i L'étranger (1903) oraz wariacji Istar (1896) i Drugiej Symfonii (1903) stał się twórcą znanym wśród francuskich melomanów. Stał się zaciekłym przeciwnikiem Debussy’ego i impresjonistów. W związku z Sprawą Dreyfusa zaangażował się w działanie Ligi Ojczyzny Francuskiej. Wypowiadał się w duchu szowinizmu, militaryzmu i antysemityzmu, czemu dał wyraz w La légende de Saint Christophe (Legendzie o św. Krzysztofie, 1908–1915) oraz Trzeciej Symfonii De bello gallico (1916–1918).
Po I wojnie światowej obok działalności w Schola Cantorum wykładał w Konserwatorium Paryskim (1912–1929). Wyprowadził się z dotychczasowej rezydencji letniej koło Boffres w departamencie Ardèche, z której stworzył 1886 zamek Château des Faugs i przeniósł się na Lazurowe Wybrzeże do Agay koło Saint-Raphaël. W tym okresie zbliżył się do Caroline Janson, która w przyszłości została jego żoną. W twórczości tego okresu zaczęły dominować wpływy neoklasycyzmu, lecz nadal pozostał przeciwnikiem nowoczesności, do czego nie potrafili go przekonać jego uczniowie Albert Roussel, Erik Satie, Antonio María Valencia i Edgar Varèse.
W 1931 roku otrzymał order Wielkiego Oficera Legii Honorowej.